# Kanália (ort i Grekland, Thessalien, Nomós Magnisías)
Kanália (Kanalia) är en ort i Grekland.   Den ligger i prefekturen Nomós Magnisías och regionen Thessalien, i den centrala delen av landet, 180 km norr om huvudstaden Aten. Kanália ligger 123 meter över havet och antalet invånare är 1 015.
Terrängen runt Kanália är huvudsakligen kuperad, men västerut är den platt. Runt Kanália är det ganska tätbefolkat, med 100 invånare per kvadratkilometer. Närmaste större samhälle är Néa Ionía, 14,6 km söder om Kanália. == Kommentarer ==
1. ↑  Framräknat ur variansen i alla höjduppgifter (DEM 3") från Viewfinder Panoramas, inom 10 km radie.[2] Mer om algoritmen finns här: Användare:Lsjbot/Algoritmer.